# Kırıkkale
Kırıkkale è una città della Provincia di Kırıkkale, in Turchia.